# 福建省语言
福建省内主要分布有闽语，亦分布有其他汉语方言，如客家话等。

## 闽语
闽语下通常分为闽东片、闽南片、闽北片、闽中片、莆仙片、邵將片等。
- 闽东片：主要分布于福建中东部的福州和宁德两地市，分为南北两片。南片以福州话为代表，分布在福州十邑地区；北片以福安话为代表，也有学者将宁德腔归入闽东语南片中。
- 莆仙片：主要分佈於莆田、仙游、福州市的福清南部、永泰部分地区， 以及泉州泉港的部分地区，也常称作兴化话。以莆田话为代表。在语言学上介于闽东语跟闽南语之间，但更接近于泉漳片。
- 闽南片：主要分布于福建南部的泉州、漳州、厦门等地市，臺灣使用的臺灣話、東南亞使用的福建話亦屬之。
- 邵將片：主要分佈於福建西北部的邵武市、光澤縣、順昌縣、將樂等地，深受贛語影響。
- 闽北片：主要分布于福建北部的南平地区，以建瓯话为代表。
- 闽中片：主要分布于福建中北部的三明、永安、沙县等地区，以永安话为代表，是闽语中使用人数最少，适用范围最窄的一种。

## 客家语
- 汀州客语：分布于龍巖市、三明市。以長汀話为代表。
- 漳潮客语：分布于漳州市。

## 吳语
- 浦城话：分布于浦城縣北部，屬吴语处衢片。

## 贛语
- 分布于建寧、泰寧等闽北县市。以建寧話为代表，屬贛语撫廣片。

## 官話
- 南平話：分佈於南平市延平區，為官話方言島。
- 长乐旗下话：分佈於福州市长乐区航城街道琴江村，為官話方言島。

## 畲话
- 畬話：近似客語的漢語變體，部分學者認為其是客家話的方言，分布于福建省内各地的畲族聚居区。另外廣東少數畬族所使用的畬語屬於苗瑤語系，與畬話是兩種不同的語言。

## 孔夫话
- 分布于龙岩市永定区培丰镇孔夫村及其周边地区，为闽南-客家过渡/混合方言。

## 外部連結
- 當代泉州音字彙 （页面存档备份，存于）, a dictionary of Quanzhou speech
- 台語線頂字典 （页面存档备份，存于）, Taiwanese Hokkien Han Character online dictionary.
- 臺灣本土語言互譯及語音合成系統, Taiwanese-Hakka-Mandarin on-line conversion
- 臺灣閩南語常用詞辭典, Dictionary of Taiwanese Hokkien-Mandarin by Ministry of Education in Republic of China (Taiwan).
- Voyager - Spacecraft - Golden Record - Greetings From Earth - Amoy （页面存档备份，存于）, includes translation and sound clip
(The voyager clip says: Thài-khong pêng-iú, lín-hó.  Lín chia̍h-pá—bē?  Ū-êng, to̍h lâi gún chia chē—ô•! 太空朋友，恁好。恁食飽未？有閒著來阮遮坐哦!)